# Rauchkogel (Harbach)
Der Rauchkogel ist ein 1875 m ü. A. hoher Berg in der Ankogelgruppe der Zentralalpen im österreichischen Bundesland Salzburg.

## Lage und Umgebung
Der Rauchkogel befindet sich in der Katastralgemeinde Harbach der Marktgemeinde Bad Hofgastein. Zu den Bergen in der Umgebung zählen der 2074 m ü. A. hohe Krämerkogel im Nordosten und der 2136 m ü. A. hohe Aukopf im Südosten. Zwei Almen an den nördlichen Hängen des Rauchkogels sind die Schockalm und die Schock-Heimalm, die zur Ortschaft Harbach gehören.

## Geschichte
In einem Stollen am Südhang des Rauchkogels wurden ab 1890 mit Unterbrechungen und von 1920 bis 1930 durchgehend Asbest und Talk abgebaut.

## Geologie
Der Gipfelbereich des Rauchkogels ist von Marmor, Phyllit und Glimmerschiefer geprägt. Daran schließen im Norden und Süden Phyllit, Quarzit und Brekzien an.

## Fauna und Flora
An den östlichen Hängen erstreckt sich die Gamswild-Ruhezone Aukopf, die von 1. Dezember bis 31. Mai nicht betreten werden darf. Im Gipfelbereich und an den südöstlichen Hängen finden sich Bestände der Rostblättrigen Alpenrose (Rhododendron ferrugineum). An den nordöstlichen Hängen gedeiht Grünerlen-Buschwald.